# Raufarhöfn

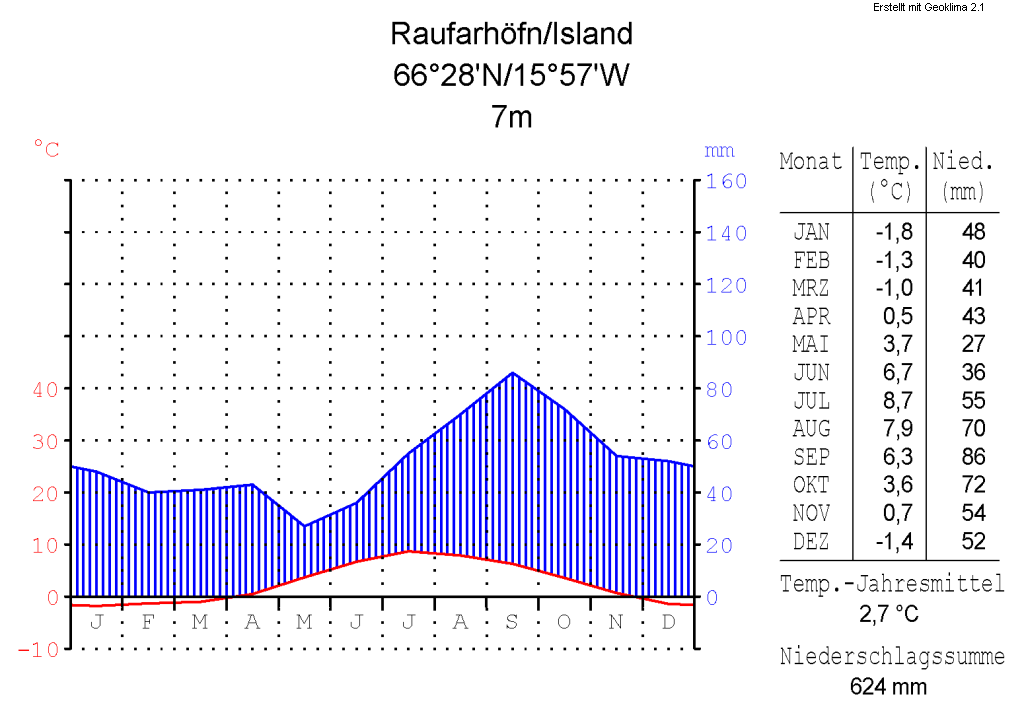
Klimadiagramm von Raufarhöfn

Der kleine Ort Raufarhöfn [ˈrøyvarhœpn̥] befindet sich als Teil der Gemeinde Norðurþing auf der Halbinsel Melrakkaslétta im Nordosten von Island.

## Lage
Von Raufarhöfn sind es etwa 15 km bis zum nördlichsten Punkt auf dem Festland der Insel, Hraunhafnartangi (deutsch „Landzunge des Lavahafens“). Der Polarkreis ist aber noch etwa 2 km entfernt. Der weiße Leuchtturm Hraunhafnartangaviti stammt von 1951. Die Entfernung zur Hauptstadt Reykjavík beträgt 634 km.

## Klima
Das Klima Raufarhöfns ist arktisch (Effektive Klimaklassifikation: ET). Die höchste je gemessene Temperatur betrug 24,7 °C im August und die kälteste je gemessene Temperatur betrug −24,6 °C im März. Aufgrund der exponierten Küstenlage und des maritimen Einflusses in Kombination mit arktischen Luftmassen sind sowohl Tagesgang als auch die Unterschiede zwischen den Jahreszeiten (nur etwa 10 °C zwischen Juli und Januar) sehr gering. Des Weiteren ist wegen der Lage unmittelbar südlich des Polarkreises im Dezember kein Sonnenschein zu verzeichnen und selbst im Juli scheint trotz des Polartags im Durchschnitt lediglich 3,8 Stunden pro Tag die Sonne, was wiederum auf das unbeständige und oftmals wolkenverhangene Wetter zurückzuführen ist.
|                        | Jan  | Feb  | Mär  | Apr  | Mai  | Jun  | Jul  | Aug  | Sep  | Okt  | Nov  | Dez  |   |       |
| Mittl. Temperatur (°C) | −2,2 | −1,9 | −2,2 | −0,2 | 2,9  | 6,4  | 8,0  | 8,0  | 5,3  | 2,6  | −0,6 | −2,0 | ⌀ | 2     |
| Mittl. Tagesmax. (°C)  | 0,4  | 0,8  | 0,6  | 2,8  | 5,8  | 9,3  | 10,9 | 10,8 | 8,0  | 5,1  | 1,9  | 0,8  | ⌀ | 4,8   |
| Mittl. Tagesmin. (°C)  | −5,0 | −4,6 | −4,9 | −2,8 | 0,5  | 4,0  | 5,7  | 5,7  | 2,8  | 0,2  | −3,3 | −4,9 | ⌀ | −0,5  |
|                        |      |      |      |      |      |      |      |      |      |      |      |      |   |       |
| Niederschlag (mm)      | 76,0 | 56,5 | 65,8 | 46,7 | 28,0 | 38,8 | 48,1 | 58,0 | 72,5 | 86,2 | 79,8 | 75,5 | Σ | 731,9 |
|                        |      |      |      |      |      |      |      |      |      |      |      |      |   |       |
| Sonnenstunden (h/d)    | 0,2  | 0,9  | 1,5  | 2,5  | 3,5  | 3,8  | 3,1  | 2,9  | 1,9  | 1,0  | 0,3  | 0    | ⌀ | 1,8   |
|                        |      |      |      |      |      |      |      |      |      |      |      |      |   |       |
| Regentage (d)          | 15,3 | 11,3 | 14,6 | 10,7 | 6,6  | 7,4  | 9,1  | 10,2 | 12,5 | 15,1 | 15,3 | 15,8 | Σ | 143,9 |

| −5,0 |

| −4,6 |

| −4,9 |

| −2,8 |

| 0,5 |

| 4,0 |

| 5,7 |

| 5,7 |

| 2,8 |

| 0,2 |

| −3,3 |

| −4,9 |

| −5,0 |

| −4,6 |

| −4,9 |

| −2,8 |

| 0,5 |

| 4,0 |

| 5,7 |

| 5,7 |

| 2,8 |

| 0,2 |

| −3,3 |

| −4,9 |

## Name
Der Name rührt von einem schmalen Sund, genannt Rauf (deutsch „Spalt“, „Riss“), welcher sich zwischen einer kleinen Insel und einer hügeligen Landzunge, Hólmur und Höfði, befindet.

## Geschichte
Raufarhöfn erhielt 1836 das Marktrecht. Damals errichtete ein dänischer Kaufmann in Raufarhöfn ein großes, Búðin genanntes Gebäude, welches zwar 1956 gänzlich niederbrannte, aber bald ersetzt wurde.
Allerdings wird der Ort schon in den Isländersagas als Handelsort erwähnt und auch den Kaufleuten der Hanse scheint er bekannt gewesen zu sein.
Vor 1830 hatten sich aber nur einige kleinere Bauernhöfe in der Gegend befunden. Nach einer Pockenepidemie zu Anfang des 18. Jahrhunderts war die Gegend sogar ganz verlassen gewesen.
In den 1950er Jahren war Raufarhöfn ein sehr geschäftiger Ort, hauptsächlich bedingt durch die großen und nahe gelegenen Heringsfanggründe. Der Hafen war auf Initiative von Kaufleuten und Fischereiunternehmern schon um 1900 so ausgebaut worden, dass dort große Segelschiffe anlegen konnten. Später fuhr man mit dem Hafenausbau fort, um die Heringsboote aufnehmen zu können und den Export zu erleichtern. Es entstanden Verarbeitungsbetriebe, zunächst unter norwegischer Leitung, bis sie 1924 der isländische Staat aufkaufte. Bis zum Ende der 1960er Jahre war Raufarhöfn einer der bedeutendsten Exporthäfen für den Hering in Island.
Als Ende der 1960er Jahre der Hering ausblieb, kam für die Gegend auch der wirtschaftliche Niedergang, was neben der isolierten Lage sicher für die zunehmende Landflucht ausschlaggebend war. Am 1. Januar 2023 hatte Raufarhöfn 195 Einwohner, 1988 waren es jedoch noch 401 gewesen.
Inzwischen versucht man mit dem Ausbau des Hotels und der Konstruktion eines recht originellen Arktischen Denkmals, dem Arctic Henge (angelehnt an den Namen Stonehenge, isl. Heimskautsgerði) verstärkt auf den Tourismus zu setzen. Von Nutzen ist hierbei die Nähe zum Arktischen Polarkreis, der sich ca. 17 km nördlich des Ortes und gleichzeitig 2 km vor der Küste befindet.

## Sehenswürdigkeiten und Kultur
Die Kirche von Raufarhöfn wurde von keinem Geringeren als von Islands Landesarchitekten Guðjón Samúelsson entworfen, 1928 erbaut und am 1. Januar 1929 geweiht. Eine gründliche Renovierung erfuhr die Kirche u. a. 1979. Hauptaltartafel und Kanzel stammen aus der Kirche von Ásmundarstaðir, wo sich seit 1853 der Sitz der Gemeinde befunden hatte, bis er 1929 nach Raufarhöfn verlegt wurde.
Der Arctic Henge ist ein 1996 geplantes arktisches Denkmal des Künstlers Erlingur Thorodsen, das sich seit 2002 im Bau befindet und bis zu 11 m hoch ist. Der Name Arctic Henge ist angelehnt an den Namen Stonehenge. Der isländische Name lautet Heimskautsgerði.

## Raufarhöfn in der Literatur
Der 2020 veröffentlichte Roman Kalmann des Schweizer Schriftstellers Joachim B. Schmidt (Hörspiel-Adaption 2021 durch den Deutschlandfunk Kultur) spielt in Raufarhöfn und kann als literarische Hommage an diesen Ort und seine Bewohner gelesen werden.

## Wirtschaft und Dienstleistungen
Raufarhöfn ist ein Service-Zentrum für die Anwohner der Umgebung, die meist immer noch von Landwirtschaft und Fischfang leben. Der Ort kann eine Bank, eine Tankstelle, einen Laden mit Café und ein Hotel, ein Gemeindehaus mit Restaurant sowie Kindergarten und Grundschule vorweisen. Auch gibt es in einem Gesundheitszentrum (isl. heilsugæsla) ärztliche Versorgung. Zudem existiert eine Turnhalle mit öffentlichem Schwimmbad. Dem Tourismus dienen zudem Zeltplatz und markierte Wanderwege.
Südlich des Ortes liegt der Flugplatz Raufarhöfn.

## Städtepartnerschaften
Innerhalb Islands besteht eine Städtepartnerschaft mit Hólmavík.